# Grgur VI., protupapa
Protupapa Grgur VI.,  katolički protupapa 1012. godine. 